# Гранулярний газ
Гранулярний газ — умовне модельне поняття, яке застосовується до дисперсних сипких систем. Як правило — потоків дрібнодисперсних матеріалів. 
Виділяють наступні властивості гранульованих газів: 
- (1) Середня довжина вільного пробігу зерен у потоці може бути макроскопічною і порівнянною з розмірами системи.
- (2) Типові грануляційні потоки є надзвуковими.
- (3) Швидкості зсуву зазвичай «великі».
- (4) Поля напружень залежать від масштабу і величини деформуючих сил.
- (5) Гранульовані гази є метастабільними системами для існування яких у зваженому стані необхідна «підкачка» енергії ззовні.

Хоча гідродинамічні описи гранульованих газів є актуальними, вони досліджують межі застосовності гідродинаміки і, можливо, трохи виходять за їх межі.
Вивчаючи гранулярні (зернисті) системи, завжди слід мати на увазі, що практично всі стани зернистої речовини метастабільні. Всі рухи зернистих матеріалів повинні підтримуватися зовнішнім накачуванням енергії для подолання втрат енергії при взаємодії частинок.
Коли гранульовані матеріали сильно пресуються, напр. від зсуву, всі зв'язки можуть бути розірвані, а матеріал — псевдозрідженим. У цьому стані, відомому як «швидкий гранульований потік», взаємодія зерен відбувається практично миттєво — як форма непружних зіткнень. Такий стан системи нагадує (класичний) молекулярний газ.